# Stracin (obwód Burgas)
Stracin (bułg. Страцин) – wieś w Bułgarii, w obwodzie Burgas, w gminie Pomorie. W 2023 roku liczyła 1405 mieszkańców.